# Plesioballarra crinis
Pour les articles homonymes, voir Crinis.
Genre
Espèce
Plesioballarra crinis, unique représentant du genre Plesioballarra, est une espèce d'opilions eupnois de la famille des Neopilionidae.

## Distribution
Cette espèce est endémique d'Australie. Elle se rencontre au Queensland et en Nouvelle-Galles du Sud dans les Border Ranges.

## Description
Le mâle holotype mesure 2,23 mm et la femelle paratype 2,43 mm.

## Publication originale
- Hunt & Cokendolpher, 1991 : « Ballarrinae, a new subfamily of harvestmen from the Southern Hemisphere (Arachnida, Opiliones, Neopilionidae). » Records of the Australian Museum, vol. 43, no 2, p. 131–169 (texte intégral).